# Batu Bulan II
Batu Bulan II is een bestuurslaag in het regentschap Aceh Tenggara van de provincie Atjeh, Indonesië. Batu Bulan II telt 466 inwoners (volkstelling 2010).